# Neoathyreus fissicornis
Neoathyreus fissicornis là một loài bọ cánh cứng trong họ Geotrupidae. Loài này được Harold miêu tả khoa học năm 1880.